# SC Bern Frauen
Die SC Bern Frauen (bis 2023 EV BOMO Thun – Eishockeyverein Berner Oberländer Modis Thun) ist die Fraueneishockeymannschaft des SC Bern. Gegründet wurde die Mannschaft 1992 als EV BOMO in Thun, nahm ab 2006 am Spielbetrieb der Leistungsklasse A teil und wurde 2023 in den SC Bern integriert.

## Geschichte
1984 wurde in Interlaken der DHC BOMO gegründet, zwei Jahre später der DSC Thun. 1992 fusionierten die beiden Vereine zum EV BOMO Thun. Spielort war die KEB Grabengut mit 4.000 Plätzen. Der EV BOMO nahm den Spielbetrieb in der Leistungsklasse B (LKB) auf. 1993 verzichtete der Verein aus finanziellen Gründen auf den Aufstieg in die LKA. 1996 wurde der EV BOMO Thun erster Meister der neu geschaffenen Leistungsklasse C, zwei Jahre später folgte der Aufstieg in die Leistungsklasse B. Zur Saison 1999/2000 verpflichtete der Verein erstmals in seiner Geschichte eine ausländische Spielerin.
Am Ende der Saison 2005/06 gewann der EV BOMO die Meisterschaft der LKB, scheiterte aber zunächst in den Aufstiegsspielen am EHC Basel/KLH und dem DHC Langenthal. Aufgrund des Rückzugs des DHC Lyss und des EHC Illnau-Effretikon aus der Leistungsklasse A stieg der EV BOMO Thun als Nachrücker erstmals in der Vereinsgeschichte in die höchste Spielklasse auf. Ab 2010 verpflichtete der Verein regelmäßig EU-Ausländerinnen, um das Spielniveau der LKA halten zu können. Am Ende der Saison 2012/13, in die der EV mit vier ausländischen Spielerinnen gestartet war, verpasste das Team die Play-offs knapp. Ein Jahr später folgte die erste Play-off-Teilnahme, 2016 mit Platz drei nach der Qualifikation die beste Platzierung der Vereinsgeschichte.
2022 erreichte der EV BOMO das Playoff-Halbfinale, schied in diesem aus und bezwang im Spiel um Platz 3 die Neuchâtel Hockey Academy mit 4:1. Ein Jahr später erreichte das Team das Playoff-Finale, in dem es den ZSC Lions Frauen mit 2:3 unterlag. Bereits im Herbst 2022 wurde angekündigt, den EV BOMO Thun in den SC Bern zu integrieren. Im Mai 2023 wurde diese Integration abgeschlossen, so dass die Frauenmannschaft ab der Saison 2023/24 als SC Bern Frauen in der Women’s League auflaufen und ihre Heimspiele in der PostFinance Arena austragen wird.

## Erfolge
- 1996 Meister der Leistungsklasse C
- 2006 Meister der Leistungsklasse B und Aufstieg in die Leistungsklasse A
- 2023 Schweizer Vizemeister
- 2025 Schweizer Meister

## Bekannte Spielerinnen
- Sarah Forster
- Ramona Fuhrer
- Stefanie Wyss
- Dominique Slongo
- Petra Melicheríková
- Lolita Andriševska
- Julia Marty
- Stefanie Marty
- Isabel Waidacher
- Estelle Duvin